# Hunagata Iwa
Der Hunagata Iwa (japanisch 舟形岩 ‚Bootfelsen‘) ist ein Hügel in der Form eines umgedrehten Boots an der Kronprinz-Olav-Küste im ostantarktischen Königin-Maud-Land. Er ragt am nördlichen Ausläufer der Shinnan Rocks auf.
Japanische Wissenschaftler erstellten 1962 Luftaufnahmen und führten 1974 Vermessungen durch. Sie benannten ihn 1977 deskriptiv nach seiner Form.